# Жовна, Александр Юрьевич
Алекса́ндр Ю́рьевич Жо́вна (укр. Олександр Юрійович Жовна), 15 февраля 1960, Новомиргород, Кировоградская область, УССР) — украинский писатель и киносценарист. Член Национального союза писателей Украины и Национального союза кинематографистов Украины. Заслуженный деятель искусств Украины (2008).

## Биография
Александр Юрьевич Жовна родился 15 февраля 1960 года в городе Новомиргород Кировоградской области. В 1982 закончил Киевский педагогический институт имени Горького (ныне — Национальный педагогический университет имени Михаила Драгоманова).
Автор книг «Партитура на могильном камне», «Вдовушка», «Эксперимент», «Маленькая жизнь», «Её тело пахло зимними яблоками». По рассказам Александра Жовны «Партитура на могильном камне», «SH Second hand», «Эксперимент» сняты фильмы. «Партитура на могильном камне» (1995), «Second hand» (оба — режиссёр Ярослав Лупий), «Ночь светла» (режиссёр — Роман Балаян).
В 2008 году Александр Жовна дебютировал как режиссёр, он экранизировал собственную драму «Маленькая жизнь». Лента участвовала в кинофестивалях «Покров» и «Молодость».
Будучи заметной фигурой в современной культуре Украины, Жовна продолжает работать педагогом-дефектологом в Новомиргородском интернате для умственно отсталых детей, куда пришёл на работу в 1982 году, сознательно отказывается от переезда в Киев. На вопрос, что его держит на такой непростой работе, — отвечает: «Я называю своих воспитанников людьми с маленьким умом и большим сердцем. Скажем так, мне интереснее общаться с умственно отсталыми, чтобы писать для умственно не отсталых». Александра Жовну называют «писателем потустороннего», поскольку по его собственному признанию ему «действительно интересны пограничные состояния, параллельный мир людей с нетрадиционной психикой, интеллектом, физическим развитием».
Писатель признаёт, что сам мало разговаривает на украинском языке, в основном — на суржике.
Его рассказ «Маленькая жизнь» входит в школьную программу по украинской литературе.

## Звания, премии
19 августа 2008 года присвоено звание «Заслуженный деятель искусств Украины» — «за значительный личный вклад в социально-экономическое, культурное развитие Украины, весомые трудовые достижения и по случаю 17-й годовщины независимости Украины».
Александр Жовна — лауреат нескольких литературных премий, в частности на Всеукраинском конкурсе романов и киносценариев «Коронация слова» 2000 году получил диплом за киносценарий «Дорога», 2001 года — за сценарий «Эксперимент», 2003 года — за сценарий «Вдовушка».

## Изданные книги (на украинском)
- Вдовушка: Рассказы и повести — Кировоград: Кировоградское государственное издательство, 1996.
- Маленькая жизнь: Рассказы: Для среднего школьного возраста. — Кировоград: ПВЦ «Мавик», 2004. — 90 с. Содержание: Маленькая жизнь. Наташа. История одного похорон. Чего-то Саша не приходит? Хромая русалка.
- Её тело пахло зимними яблоками: Рассказы и повести. — Львов : Литературное агентство «Пирамида», 2008. — 388 с.
- История Лизы [Роман] / А. Жовна. — Кировоград : Имэкс-ЛТД, 2014. — 200 с.
- Визрівання : проза / О. Жовна. — Кіровоград : Імекс-ЛТД, 2015. — 560 с.

## Семья
С 1985 года женат на Светлане Портенко, которая также работает в Новомиргородском интернате. Дочь Анастасия (1986 г.р).